# Assad Diab
Assad Diab (ur. 1938 w Szmustarze, zm. 3 lutego 2010) – libański prawnik i polityk, szyita. Ukończył prawo na Uniwersytecie Św. Józefa w Bejrucie, a następnie rozpoczął karierę w libańskim wymiarze sprawiedliwości, był m.in. członkiem Rady Konstytucyjnej. W 1992 r. został ministrem finansów w rządzie Raszida as-Sulha. W latach 1993–2000 kierował Uniwersytetem Libańskim. Od 2000 do 2004 roku sprawował funkcję ministra spraw socjalnych w czwartym i piątym gabinecie Rafika Haririego. Zmarł na raka w wieku 72 lat.